# Середньобоснійський кантон
Середньобосні́йський канто́н (босн. Srednjobosanski kanton, хорв. Županija Središnja Bosna, серб. Средњобосански кантон) — це шостий із десятьох кантонів Федерації Боснії і Герцеговини. Розташований у центральній частині Боснії і Герцеговини. Межує з Кантоном 10, Герцеговинсько-Неретванським, Сараєвським і Зеніцько-Добойським кантонами, а на півночі — з Республікою Сербською. Столиця кантону — Травник.

## Адміністративний поділ
Адміністративно поділяється на 12 муніципалітетів: 
- Бугойно
- Бусовача
- Добретичі
- Доні-Вакуф
- Фойниця
- Горні-Вакуф-Ускопле
- Яйце
- Кіселяк
- Крешево
- Нові-Травнік
- Травнік
- Вітез

## Склад населення
За даними перепису 1991 року в кантоні Середня Боснія налічувалася 341 365 жителів, з яких було:
- боснійців 147 608 або 43%
- хорватів, 131 791 або 38%
- сербів 41 409 або 12%
- югославів 13 805 або 4%
- інших 6 753 або 2%